# Saint-Maixant (Gironde)
Saint-Maixant ist eine französische Gemeinde mit 2.046 Einwohnern (Stand 1. Januar 2022) im Département Gironde in der Region Nouvelle-Aquitaine (vor 2016 Aquitaine). Sie gehört zum Arrondissement Langon und zum Kanton L’Entre-deux-Mers. Die Einwohner werden Saint-Maixantais genannt.

## Geographie
Saint-Maixant liegt an der Garonne, drei Kilometer nördlich der Innenstadt von Langon. Nördlich der Gemeinde liegt Verdelais, nordöstlich Saint-André-du-Bois, östlich Le Pian-sur-Garonne, südöstlich Saint-Macaire, südlich Langon sowie südwestlich und westlich Toulenne.

## Bevölkerungsentwicklung
| Jahr                      | 1962 | 1968 | 1975 | 1982 | 1990 | 1999 | 2008 | 2013 | 2020 |
| Einwohner                 | 830  | 925  | 1018 | 1203 | 1349 | 1277 | 1375 | 1760 | 2014 |
| Quelle: Cassini und INSEE |      |      |      |      |      |      |      |      |      |

## Sehenswürdigkeiten
- Kirche Saint-Maixant aus dem 12. Jahrhundert, Monument historique seit 1925, mit Skulptur Madonna mit Kind (Monument historique)
- Domäne Malagar aus dem 18. Jahrhundert, Monument historique

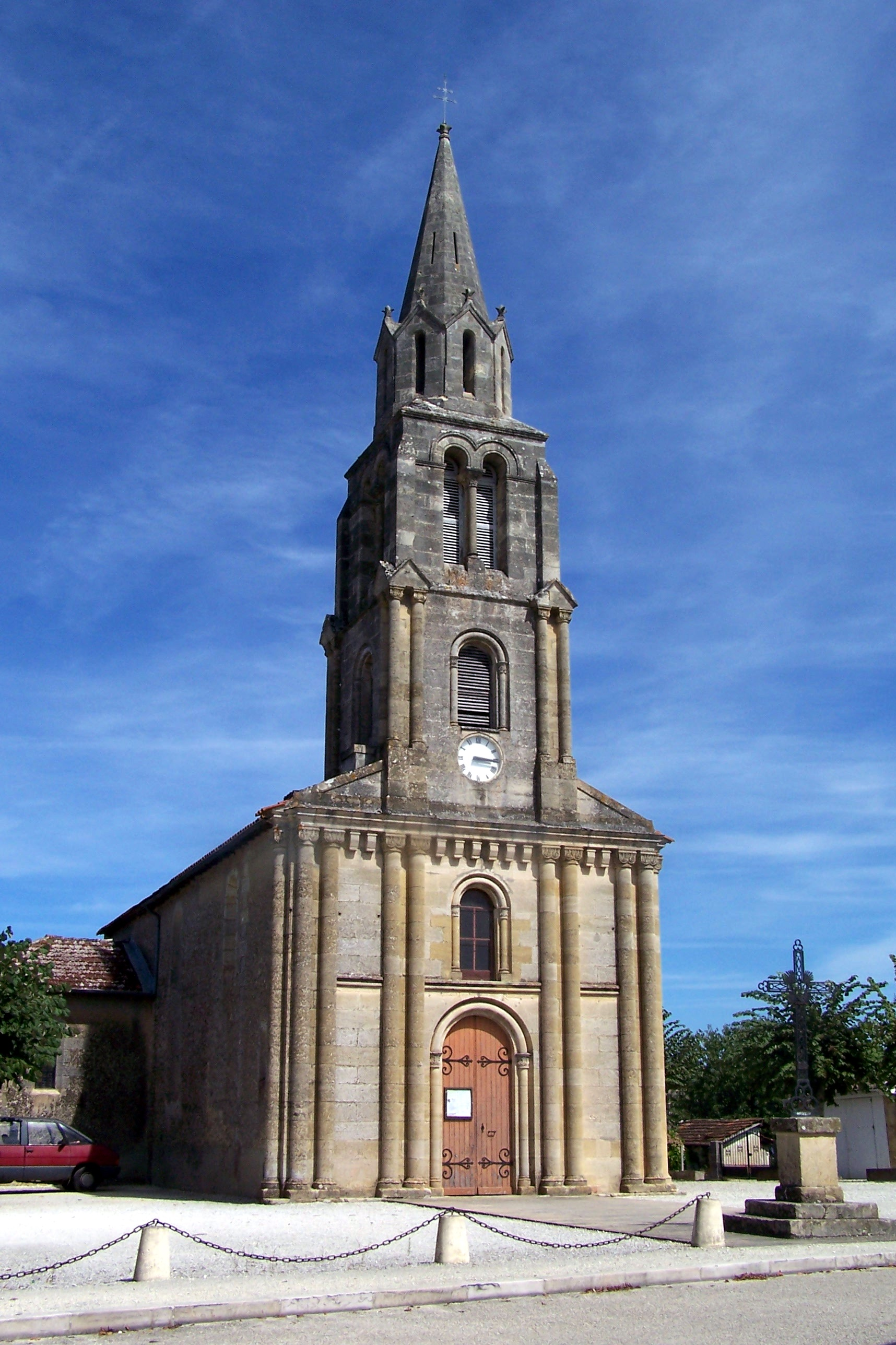
Kirche Saint-Maixant
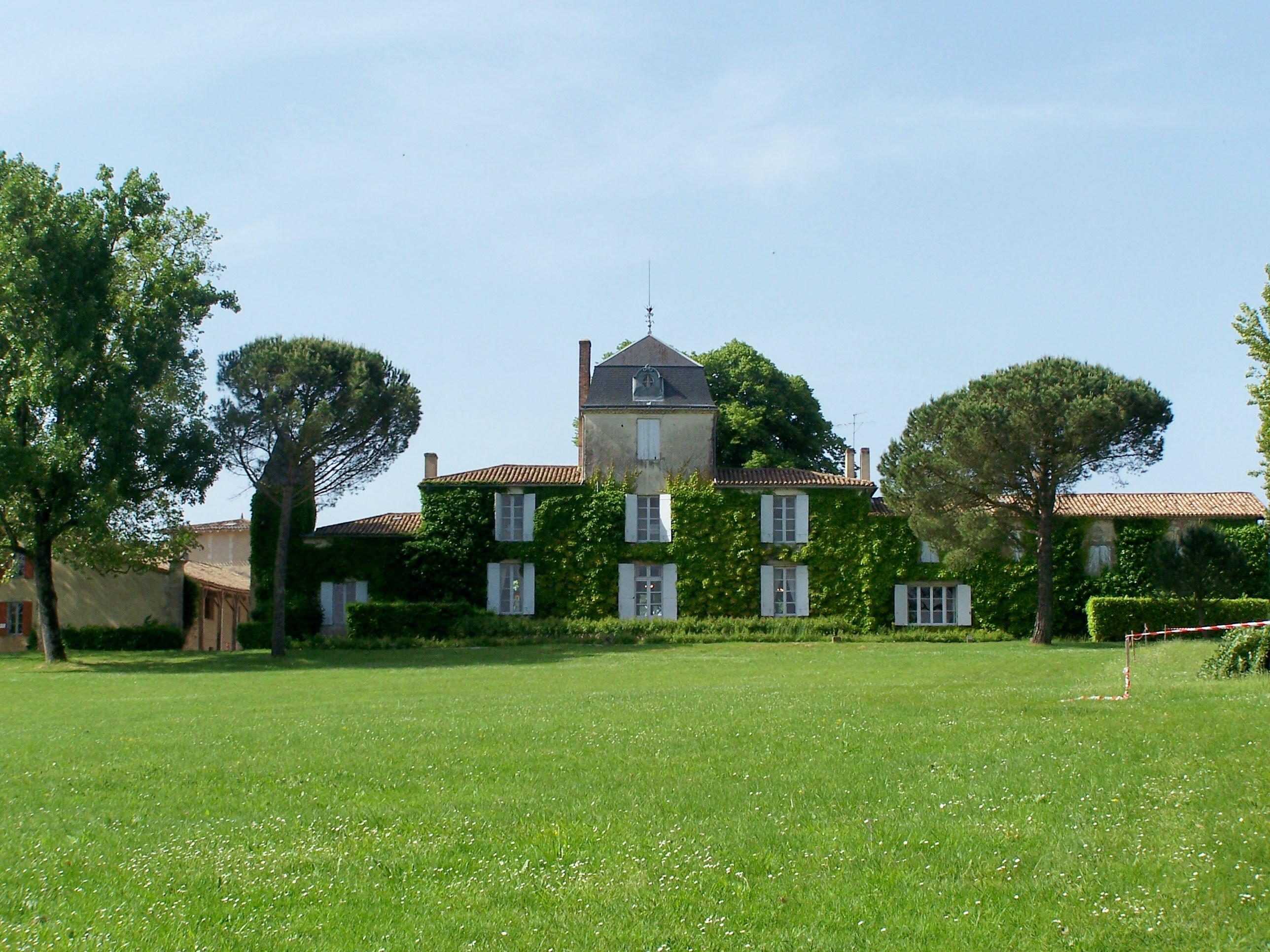
Domäne Malagar
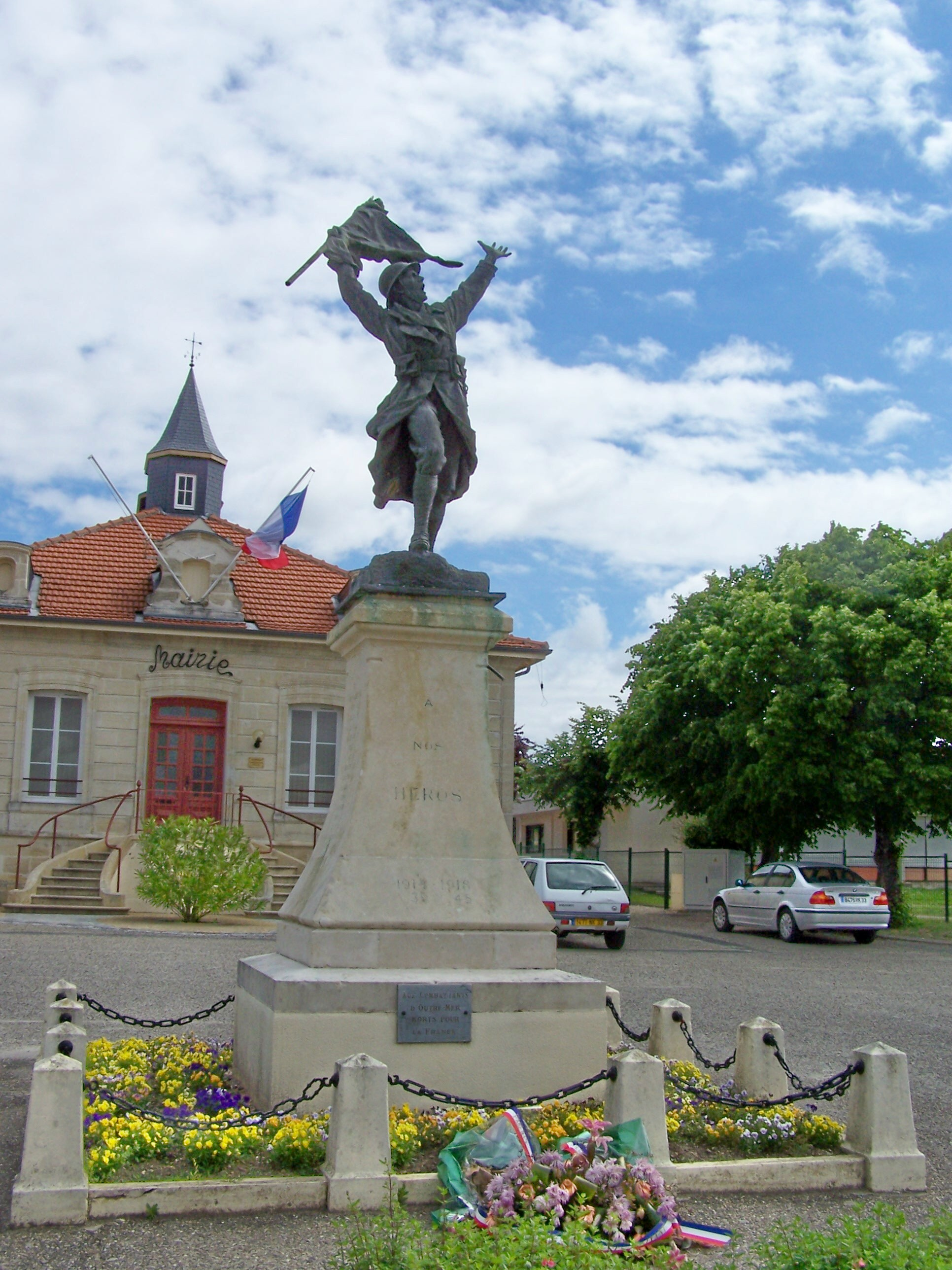
Gefallenendenkmal
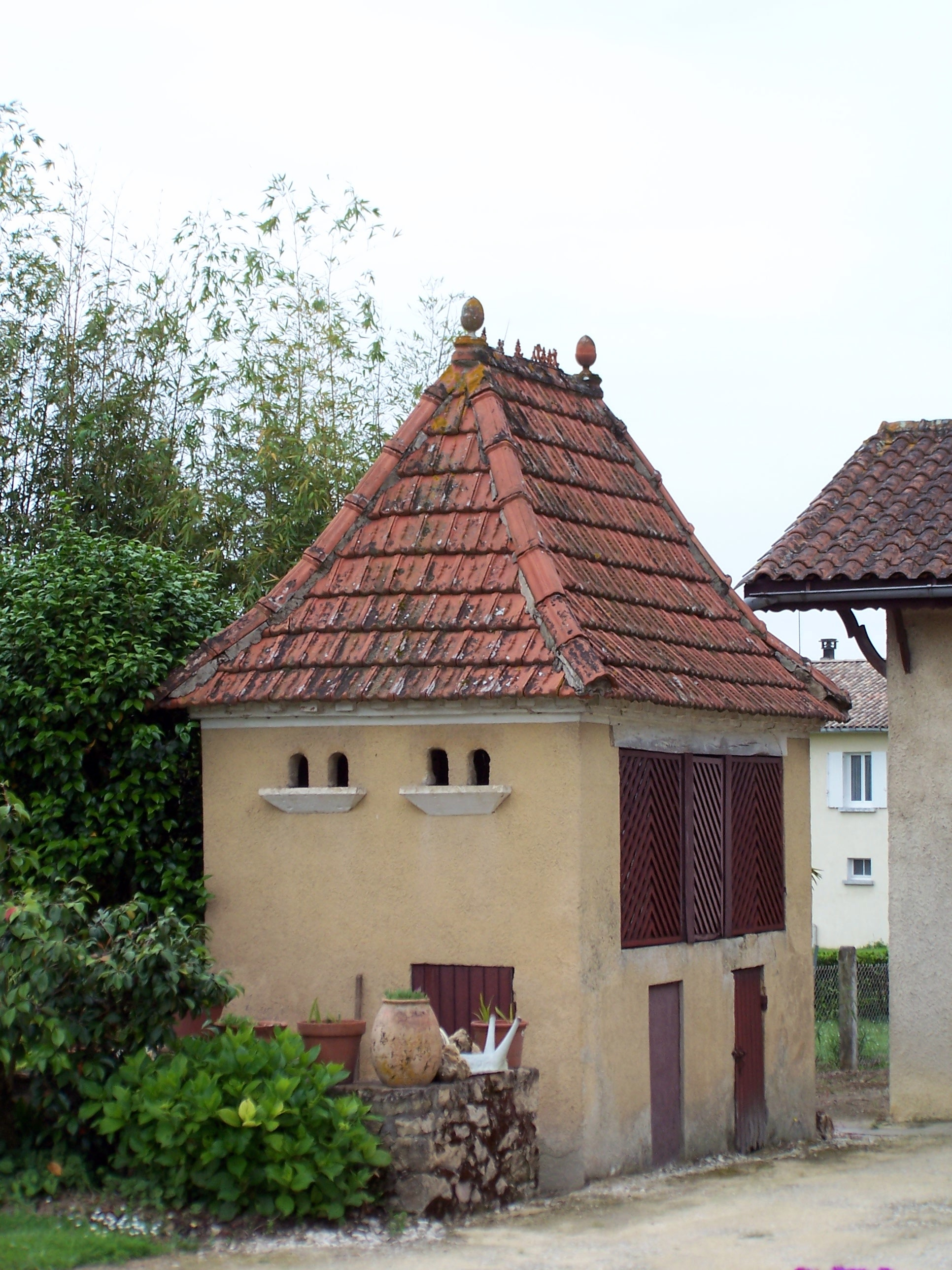
Taubenturm